# Храм Рождества Христова (Старый Оскол)

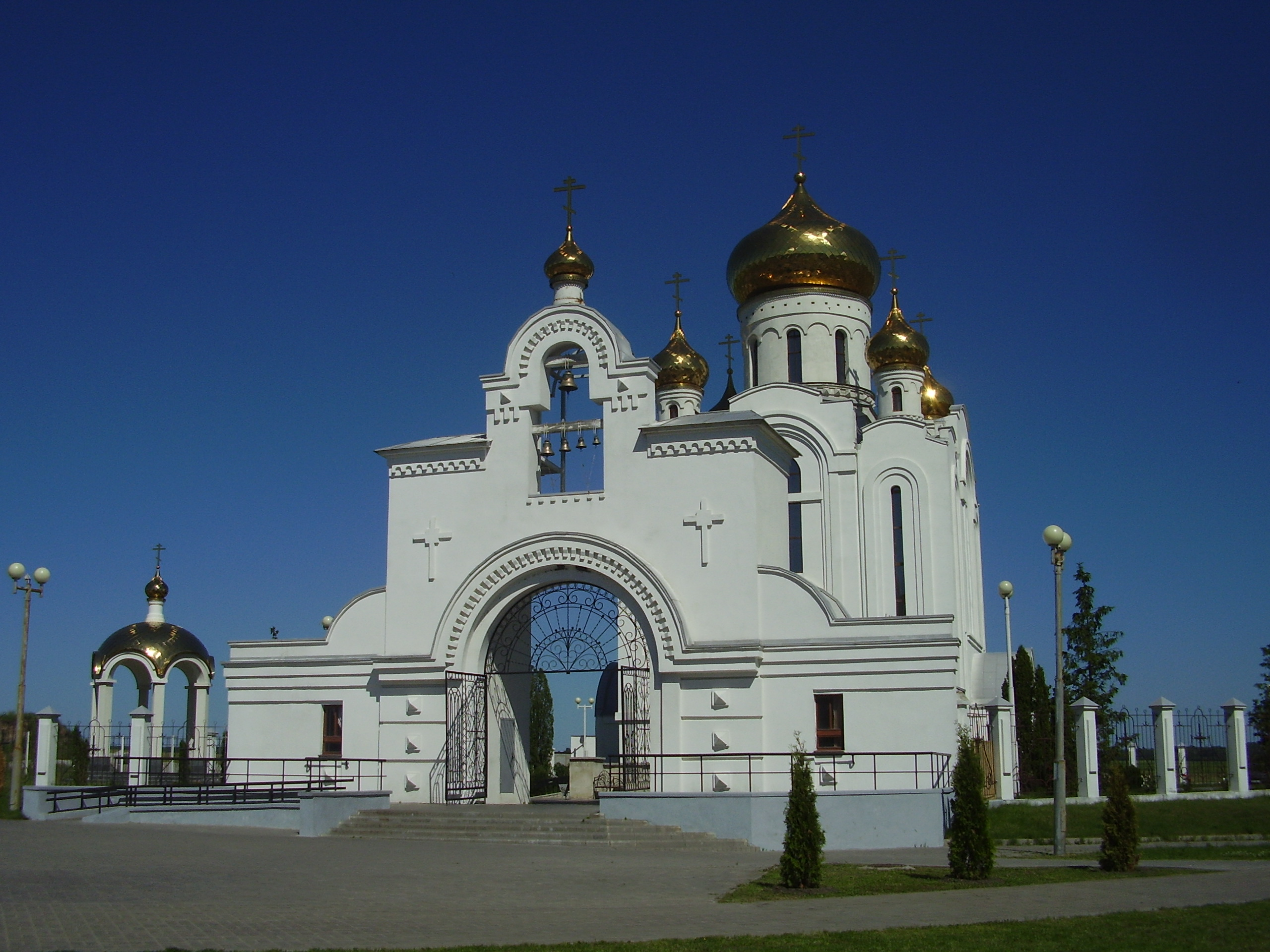
Храм Рождества Христова

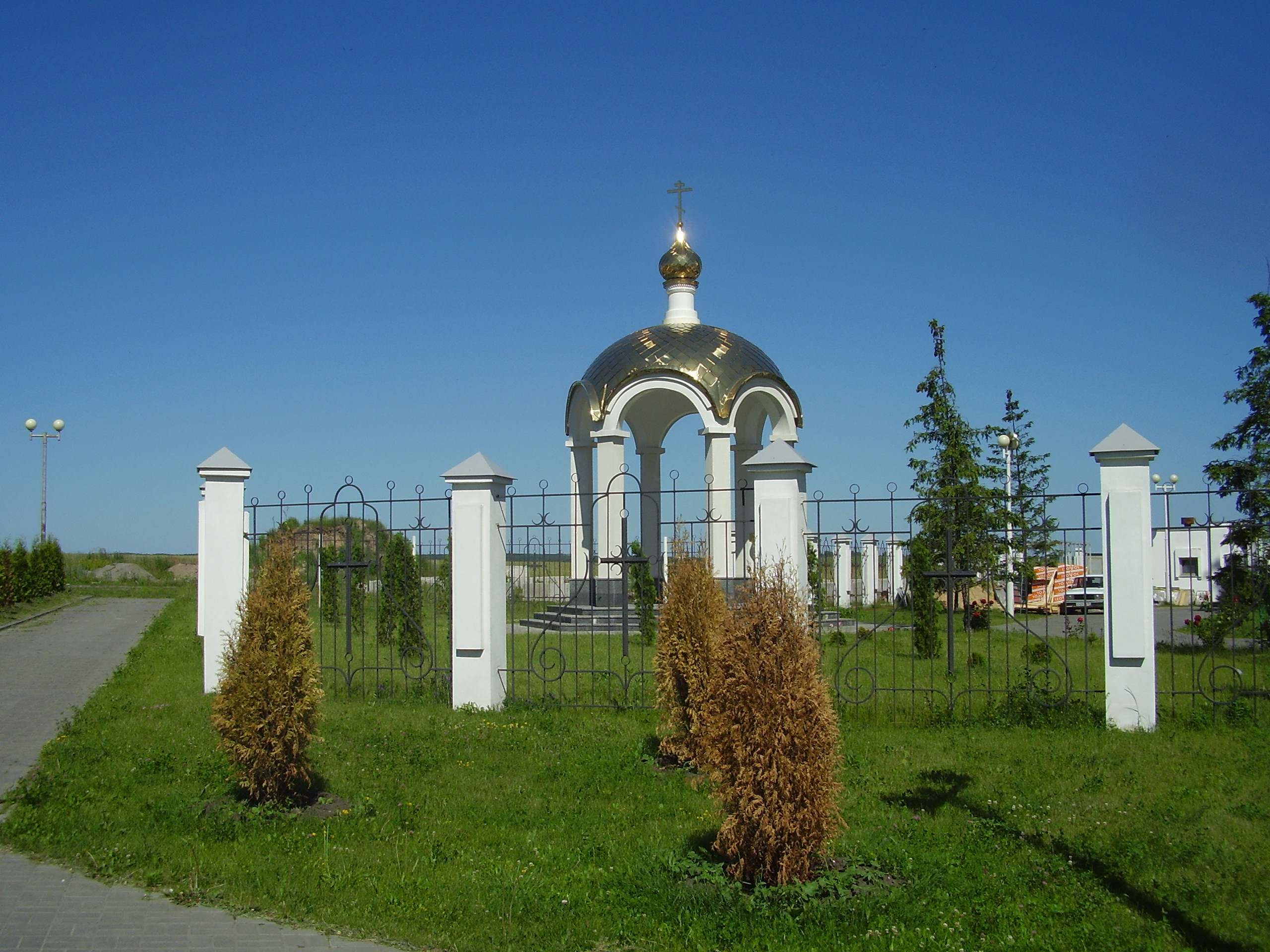
Надкладезная сень Храма Рождества Христова

Храм Рождества Христова — православный храм Белгородской и Старооскольской епархии Русской Православной Церкви.
Закладной камень был освящён 18 сентября 1999 года. После этого был установлен временный храм — вагончик, в котором проводились Богослужения.
7 января 2001 года в праздник Рождества Христова была отслужена первая Божественная литургия. Одновременно началось возведение каменного здания храма.
6 декабря 2002 года засияли 6 золотых куполов. Главный 8-метровый купол весит почти 6 тонн. Он был изготовлен в волгодонском инженерном центре «Грант». Гигантский купол разделили на заводе на 10 сегментов-лепестков и доставили в Старый Оскол на машине. Вместе с ним привезли четыре 6-метровых купола, один маленький — полутораметровый (на предхрамовую звонницу) и шесть золотых крестов. Золотистое покрытие — это нитрид титана.
8 января 2003 года на звонницу подняты и освящены колокола.
Весной 2003 года, в праздник светлой Пасхи первую службу отстояли прихожане новой церкви, а 10 сентября 2003 года архиепископ Белгородский и Старооскольский Иоанн освятил построенный храм.
Высота храма вместе с крестом составляет 37 метров, площадь 424 квадратных метра. Возведён он на средства Международного благотворительного фонда «Поколение», возглавляемого депутатом Госдумы Андреем Владимировичем Скочем. Построен трестом «Металлургстрой».
В 2007 году на средства Старооскольского завода автотракторного электрооборудования на территории храма была возведена и освящена надкладезная сень в память почётного гражданина Старого Оскола, генерального директора завода Анатолия Михайловича Мамонова.
Иконостас храма украшает икона Рождества Христова. Сам иконостас — деревянный, одноярусный, выполнен белгородскими мастерами. Иконы тоже были написаны в Белгороде, в древнерусском каноническом стиле.